# Rymosia coheri
Rymosia coheri är en tvåvingeart som beskrevs av Shaw 1951. Rymosia coheri ingår i släktet Rymosia och familjen svampmyggor. Inga underarter finns listade i Catalogue of Life.